# (37800) 1997 WW36
1997 WW36 (asteroide 37800) é um asteroide da cintura principal. Possui uma excentricidade de 0.05040850 e uma inclinação de 3.99335º.
Este asteroide foi descoberto no dia 29 de novembro de 1997 por LINEAR em Socorro.